# Петерс, Арно
Арно Петерс (нем. Arno Peters, 22 мая 1916, Берлин — 2 декабря 2002, Бремен) — немецкий географ, картограф, историк, экономист и теоретик гуманизма. Основатель теории «эквивалентной экономики». Сторонник нового мирового порядка на основе социалистического переустройства глобального общества. Критик капиталистической формы экономики.

## Биография
Арно Петерс родился в Берлине в 1916 году. После окончания абитура, учился в берлинском университете на факультетах истории и публицистики. Там же в 1945 году защитил докторскую степень.
С 1974 года работал руководителем института универсальной истории в Бремене. Отец семерых детей. Художник-любитель, также увлекался плаванием, велосипедным и парусным спортом. Умер 2 декабря 2002 года в Бремене.

## Научная деятельность
Арно Петерса можно отнести[кто?] к универсальным учёным , область его исследований охватила историю, картографию, обществоведение, политику, экономику и музыку.

### История
Стремясь преодолеть евроцентризм в исторических дисциплинах, Петерс разработал в 1952 году синхронно-оптический концепт мировой истории (исторический метод Петерса), в котором представлены 25 различных исторических цивилизаций и культур мира, сопоставленных друг с другом по времени (синхронно) и в табелярной форме (оптически). При этом история европейской цивилизации занимает равноправное место среди других цивилизаций Азии, Америки и Африки. Такое представление мировой истории отличается от евроцентрической историографии, которая рассматривает развитие цивилизаций по принципу преемственности друг от друга либо независимо друг от друга[нужна атрибуция мнения]. Петерс акцентирует внимание, что культуры и цивилизации во времени развиваются в тесном взаимодействии друг с другом и соответственно взаимно влияют друг на друга.

### Картография

карта Петерса

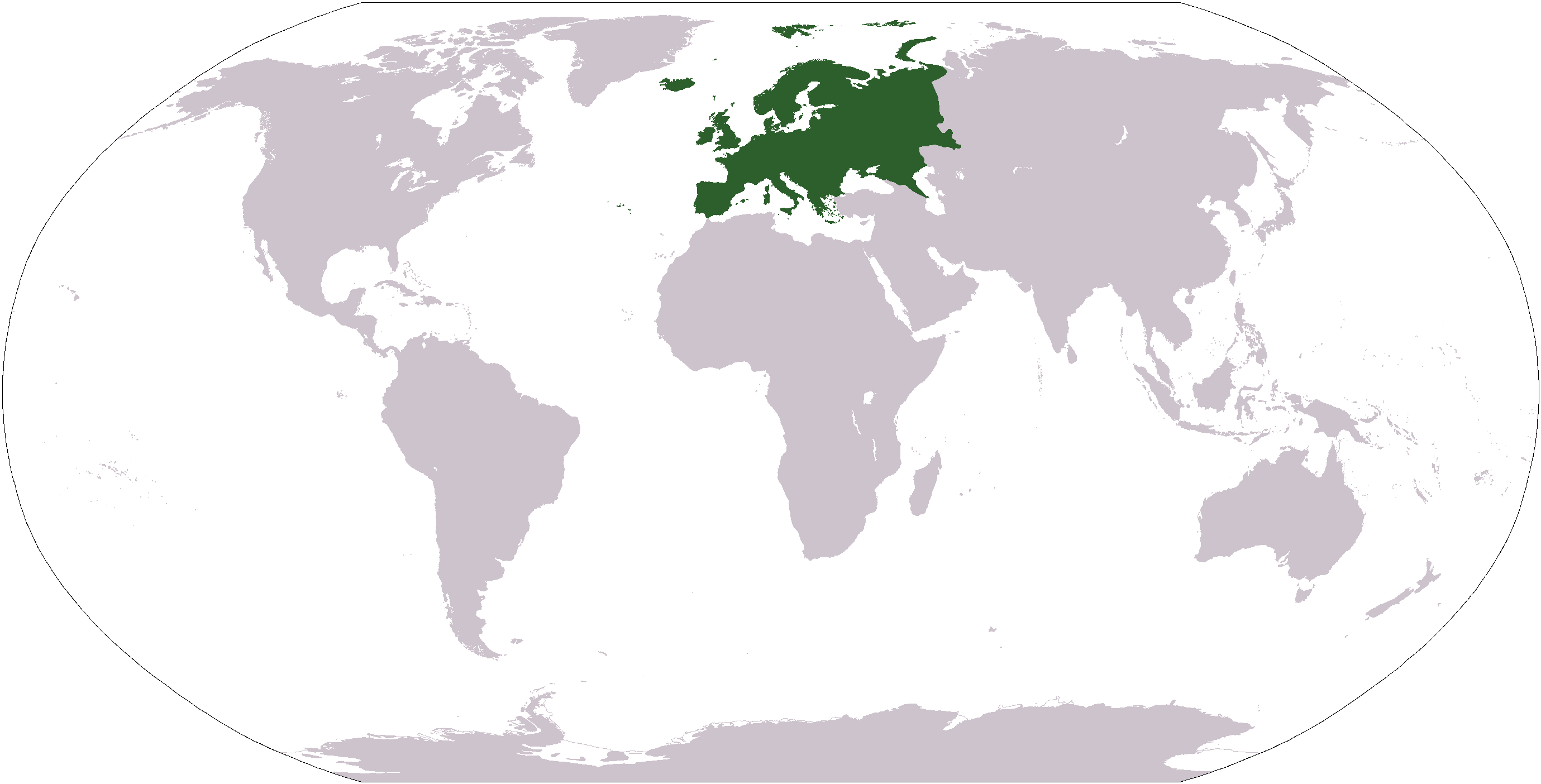
традиционная карта с оптически бо́льшей площадью Европы в центре

Петерс боролся с евроцентризмом также и в современной картографии. В 1973 году он создал карту мира (карта Петерса), в которой отобразил поверхность Земли в её неискаженном виде с помощью соответствия площади планеты и заменил градусную сетку координат прямоугольной (ортогональной) в децимальном измерении. Таким образом, объективное отображение положения континентов, стран и их соотношение друг к другу на карте Петерса изменилось. Искажение площади поверхности градусной сеткой, которое выражалось в основном растянутыми размерами территорий земной поверхности в направлении восток-запад и сжатыми в направлении север-юг, было устранено.
Следствием метода Петерса было оптическое уменьшение размера площади Европы и её удаление из центра мировой карты на север, в то время как африканский континент, Азия и Латинская Америка в силу их большой площади заняли центральное место.
Карта Петерса, кроме чисто технических новшеств, направленных на более объективное[нужна атрибуция мнения] отражение физической реальности, вызвала в Европе политический резонанс, направленный против разрушения устоявшегося евроцентрического взгляда, выражавшегося кроме прочего и в традиционной картографии.
До настоящего времени количество экземпляров карты Петерса в различных странах мира насчитывает более 80 миллионов, опубликованных на 7 языках.
На базе этой карты Петерс издал в 1989 году атлас (атлас Петерса), в котором представлены отдельные страны мира в одинаковом масштабе, что было новым в картографии. Это позволило напрямую сравнивать размеры площадей стран друг с другом. Как и в случае с картой Петерса, атлас также был направлен на устранение евроцентризма в картографии и предлагал объективный[нужна атрибуция мнения] взгляд на физико-географические параметры стран мира. Если в большинстве атласов мира половина места занимали карты европейских стран в увеличенном виде, а другую половину остальная 15/16 часть суши в уменьшенном, то в атласе Петерса все страны мира изображаются в одинаковом масштабе. При сопоставлении европейские страны выглядят довольно маленькими на фоне других, что, как и с картой Петерса, также вызвало резонанс в европейском мире.
Атлас Петерса был издан ЮНИСЕФ ООН и многими крупными издательствами Европы.

### Музыка
В 1984 году Петерс разработал метод записи звуков с помощью цветов (запись Петерса). Для этого он применил ранее им разработанный метод отображения исторического времени оптическим способом (синхронно-оптический концепт мировой истории, см. выше). В музыке это выразилось отображением высоты тональности в её оптическо-цветовом варианте. Таким образом, Петерс сделал возможным запись любого звука цветом и в виде графического столбика, высота которого соответствует длине октавы.

### Политэкономия
В качестве альтернативы капиталистической экономике Петерс предложил модель «Эквивалентной экономики», в которой товары и услуги обмениваются не на основе денежной цены, а на основе времени труда, затрат рабочего времени, что он трактовал как непосредственную стоимость произведённого товара или услуги. Петерс считал, что обмен товарами и услугами должен происходить в строгом соответствии с потраченным на их производство рабочим временем, вне зависимости от рода и вида работы: стоимость 8 часов времени директора фабрики строго равно стоимости 8 часов работы слесаря или уборщицы. Объективность масштаба измерения стоимости товаров и услуг — время — делает его универсальным. По мнению Петерса, этим обеспечивается справедливое распределение товаров и услуг не только внутри общества, но и между странами. Для подсчета стоимости конечного продукта или услуги Петерс разработал специальную матрицу (так называемая Роза Петерса), в которую загружается время труда отдельных участников производства.
Существенной проблемой для подобной оценки стоимости является необходимость различного по качеству и продолжительности образования при освоении различных профессий. Петерс не предусматривает дифференциацию стоимости работ в зависимости от образования. Согласно Петерсу, затраты времени и усилий на обучение не должны приводить к увеличению зарплаты. Также подобный подход не учитывает разную интенсивность труда у разных людей даже на одинаковой работе.
Петерс считал, что в «эквивалентной экономике»:
- отсутствуют временные колебания цен при постоянном уровне потребности в товарах и услугах;
- отсутствуют спекуляции деньгами и товарами, вызывающие случайное или несправедливое распределение богатств;
- невозможны экономические и финансовые кризисы;
- автоматически упраздняется разделение общества на классы или на бедных и богатых;
- сближается уровень жизни индустриальных и неразвитых стран в процессе торговли ввиду отсутствия возможности у капитала влияния на экономику, политику и социальные сферы неразвитых стран;
- вопрос частной собственности отпадает сам собой, так как размер частного имущества будет определяться исключительно количеством отработанного рабочего времени, которое естественно ограничивается длительностью человеческой жизни;
- достигается экономическая и социальная стабильность общества.

Препятствием для полного раскрытия эффективности эквивалентной экономики Петерс видит в ограниченных возможностях отдельных стран производить для внутреннего потребления абсолютно все требуемые товары и услуги. Только обмен товарами и услугами на глобальном уровне по принципу эквивалентности может полностью раскрыть эффективность данной модели экономики. Для осуществления этого необходимо планирование экономики на локальном, региональном и глобальном уровнях.
В 2000 году Петерс дополнил свою теорию элементами IT-Социализма. Совместно с Конрадом Цузе, изобретателем первого в мире компьютера, Петерс считал полезным применить мощные современные компьютеры для решения задач планирования, управления и распределения в плановой экономике будущего социалистического общества. По этим представлениям, в плановой экономике большинство экономических процессов управляется из одного центра, что делает производство, управление и распределение товаров и услуг в соответствии с требованиями общественных реалий крайне затруднительным или невозможным. Все эти задачи, по мнению Петерса, способны решить современные информационные технологии и компьютеризация производства и управления. В центре управления компьютеры должны собирать и обрабатывать информацию, присланную другими компьютерами из всех крупных, средних и мелких секторов экономики. По мнению Петерса, неудачный опыт планирования экономики в бывших социалистических странах объясняется именно сверхсложностью планирования, введение которого было несвоевременным в условиях неразвитых информационных технологий.

## Наследие

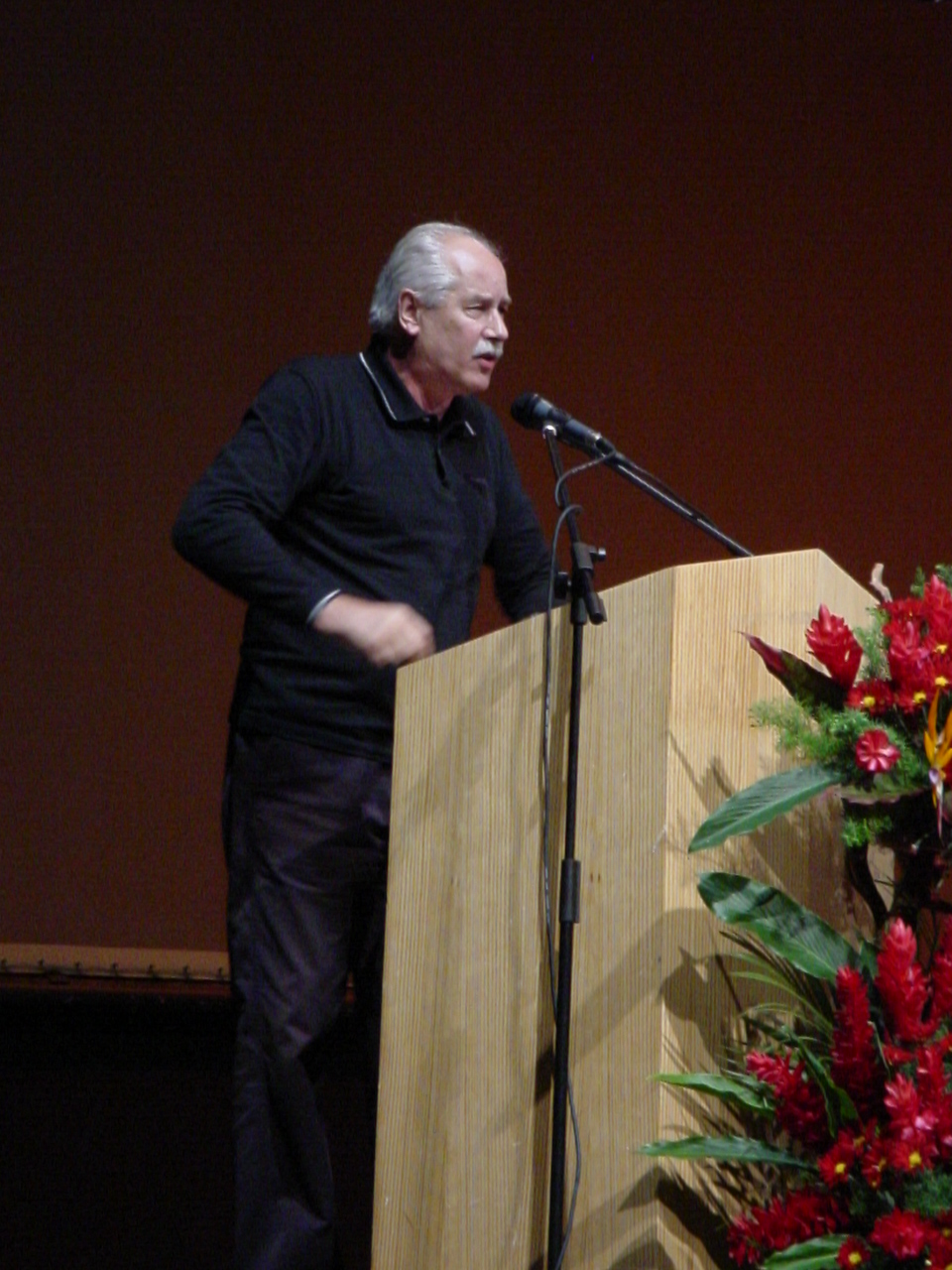
Хайнц Дитерих (Heinz Dieterich)
читает лекцию «Социализм 21-го века» в Каракасе, 2005 год

Арно Петерс был идеологическим ментором известного латиноамериканского социалиста и общественного деятеля немецкого происхождения Хайнца Дитериха (Heinz Dieterich).
Дитерих принимал активное участие в окружении президента Венесуэлы Уго Чавеса в осуществлении социалистических реформ в этой стране. Политический лозунг Чавеса, привести Венесуэлу в «Социализм 21 века», был перенят им от одноименной книги (1996) Дитериха, основанной на идеях компьютерно-плановой и эквивалентной экономики Петерса, с которым Дитерих поддерживал личный контакт до самой смерти Петерса в 2002.

## Избранные публикации
- Современный человек и мировая история (1954)
- Наш путь в Завтра (1958)
- Элиты и классовое общество (1959)
- О невозможности написания истории (1965)
- Мысли одного историка о будущем (1965)
- Периодизация истории и историческая картина мира человека (1978)
- Новая картография (1984)
- Учебное пособие для цветового фортепиано (1986)
- Принцип эквивалентности как основа глобальной экономики (1995)
- Компьютерный социализм. Беседы с Конрадом Цузе (2000)